# Dalni (Novokubansk, Krasnodar)
Dalni (del ruso: Дальний) es un posiólok del raión de Novokubansk en el krai de Krasnodar de Rusia. Está situado en las llanuras de la orilla izquierda del río Kubán, 20 km al suroeste de Novokubansk y 145 km al este de Krasnodar. Tenía 298 habitantes en 2010.
Pertenece al municipio Verjnekubánskoye.